# Colin Blakely
Colin George Blakely (* 23. September 1930 in Bangor, Nordirland; † 7. Mai 1987 in London, England) war ein britischer Schauspieler.

## Leben und Werk
Colin Blakely wurde im nordirischen Bangor geboren. Über seine ersten Lebensjahre im County Down ist – abgesehen von der Tatsache, dass er für Nordirland Rugby und Fußball spielte – wenig bekannt. Zwar sammelte er wohl bereits früh Erfahrungen als Laienschauspieler, verkaufte aber zunächst Sportartikel, bevor er mit Ende Zwanzig sein Leben ganz der Schauspielerei widmete. Seinen ersten professionellen Auftritt hatte er mit dem Belfaster Group Theatre und gab schließlich sein Londoner Debüt 1959 am Royal Court Theatre mit dem Stück Cock-a-Doodle Dandy von Sean O’Casey. Schnell stieg der begabte und äußerst vielseitige Charakterdarsteller mit der gedrungenen Statur und dem starken Akzent in die erste Riege der Theaterschauspieler auf und arbeitete während der 1960er-Jahre überwiegend mit renommierten Häusern wie der Royal Shakespeare Company, dem Royal National Theatre und dem Royal Court Theatre zusammen. Auf der Bühne spielte er etwa in Juno and the Paycock in London.
Nachdem er 1960 in der Verfilmung von Alan Sillitoes Roman Samstagnacht und Sonntagmorgen von Karel Reisz (Samstagnacht bis Sonntagmorgen) in der Rolle des Loudmouth auch sein Debüt auf der Leinwand gegeben hatte, wirkte Blakely zunächst in vielen britischen Angry-Young-Men-Produktionen mit und spezialisierte sich hier vor allem auf die Rolle des treuen Freundes. Später erweiterte er jedoch sein Spektrum und verkörperte die unterschiedlichsten Charaktere. Bis zu seinem Tod wirkte Blakely in einer Vielzahl von Leinwand- und Bühnenproduktionen mit. Zu seinen bekanntesten Filmrollen zählen wohl die des Dr. Watson in Das Privatleben des Sherlock Holmes von Billy Wilder (1970) oder des mit dem Dienstmädchen der Familie Armstrong liierten Polizisten in der Agatha-Christie-Verfilmung Mord im Orient-Expreß (1974). Unter den Fernsehproduktionen sind besonders die Verfilmung der Shakespearedramen durch die BBC hervorzuheben. Außerdem verkörperte er die Rolle des Mr. Hobbs im Fernsehfilm Der kleine Lord aus dem Jahre 1980. Der Film wird in Deutschland jedes Jahr vor Weihnachten im Fernsehen wiederholt.
Im Alter von 56 Jahren starb Blakely in London an Leukämie. Er war mit der britischen Schauspielerin Margaret Whiting verheiratet und hatte drei Söhne.

## Filmografie (Auswahl)
- 1960: Samstagnacht bis Sonntagmorgen (Saturday Night and Sunday Morning)
- 1961: Platznehmen zum Sterben (The Hellions)
- 1963: Lockender Lorbeer (This Sporting Life)
- 1963: Polizeispitzel X 2 (The Informers)
- 1964: Raubzug der Wikinger (The Long Ships)
- 1964: Ein toller Bobby, dieser Flic (Allez France!)
- 1966: Ein Mann zu jeder Jahreszeit (A Man for all Seasons)
- 1966: Der Spion mit der kalten Nase (The Spy with a Cold Nose)
- 1967: Mit Schirm, Charme und Melone (The Avengers, Fernsehserie, Folge 6x07)
- 1967: Der Tag, an dem die Fische kamen (The Day the Fish Came Out)
- 1967/1968: Der Mann mit dem Koffer (Man in a Suitcase) (Fernsehserie, 2 Folgen)
- 1968: Ein erfolgreicher Blindgänger (Charlie Bubbles)
- 1968: Jung, blond und tödlich (The Vengeance of She)
- 1969: Alfred der Große – Bezwinger der Wikinger (Alfred the Great)
- 1970: Das Privatleben des Sherlock Holmes (The Private Life of Sherlock Holmes)
- 1972: Amok (Something to Hide)
- 1972: Der junge Löwe (Young Winston)
- 1973: Bis zum letzten Patienten (The National Health)
- 1974: Mord im Orient-Expreß (Murder on the Orient Express)
- 1975: Galileo
- 1976: Inspektor Clouseau, der „beste“ Mann bei Interpol (The Pink Panther Strikes Again)
- 1977: Equus – Blinde Pferde (Equus)
- 1978: Tote schlafen besser (The Big Sleep)
- 1979: Gurdjieff – Begegnungen mit bemerkenswerten Menschen (Meetings with Remarkable Men)
- 1980: Nijinski
- 1980: Der Tag, an dem Christus starb (The Day Christ Died) (Fernsehfilm)
- 1980: Der kleine Lord (Little Lord Fauntleroy) (Fernsehfilm)
- 1980: Die Hunde des Krieges (The Dogs of War)
- 1981: Ein perfekter Bruch (Loophole)
- 1981: Anton und Kleopatra (Anthony and Cleopatra, Fernsehfilm)
- 1981/1983: Die unglaublichen Geschichten von Roald Dahl (Tales of the Unexpected, Fernsehserie, 2 Folgen)
- 1982: Das Böse unter der Sonne (Evil Under the Sun)
- 1982: Der rosarote Panther wird gejagt (Trail of the Pink Panther)
- 1983: Der rote Monarch (Red Monarch, Fernsehfilm)
- 1983: King Lear (britische TV-Produktion)
- 1984: Keiner haut wie Don Camillo (Don Camillo)
- 1985: The Beiderbecke Affair (Miniserie, 4 Folgen)
- 1986: Paradise Postponed (Miniserie, 8 Folgen)